# Brosimum guianense
Brosimum guianense
Pour les articles homonymes, voir Amourette.
Espèce
Classification phylogénétique
Synonymes
- Alicastrum guianense (Aubl.) Kuntze
- Brosimum aubletii Poepp. & Endl.
- Brosimum discolor Schott
- Brosimum lecointei Ducke
- Brosimum lemeei (Benoist) Lemée
- Brosimum palmarum Standl.
- Brosimum panamense (Pittier) Standl. & Steyerm.
- Brosimum rotundatum Standl.
- Brosimum tessmannii Mildbr.
- Brosimum velutinum (S.F. Blake) Ducke
- Piratinera discolor (Schott) Pittier
- Piratinera guianensis Aubl. - basionyme
- Piratinera lemeei Benoist
- Piratinera mollis Killip
- Piratinera panamensis Pittier
- Piratinera scabridula S.F. Blake
- Piratinera velutina S.F. Blake[1]

Brosimum guianense, l'amourette ou la lettre mouchetée, est une espèce de plantes à fleurs de la famille des Moraceae. C'est un arbre sud-américain qui provient de Guyane et du Suriname le plus souvent.

## Dénomination
Son bois est très dense (1,10-1,20) et peut rappeler des motifs de peau de serpent. C'est pour cela qu'il est appelé Snakewood en anglais et Schlangenholz en allemand. Il ne doit cependant pas être confondu avec le Zygia de Guyane — une des nombreuses plantes connues sous le nom vernaculaire ambiguë de bois serpent  — qui est un peu moins dense, moins rare et moins précieux.
Le nom français de « lettre mouchetée » trouve son origine dans une utilisation ancienne de ce bois : en raison de sa solidité, il était employé pour fabriquer des caractères d'imprimerie, tandis que les petites taches noires qui ornent ce bois lui valurent l'adjectif de moucheté.

## Utilisation
Il est utilisé pour fabriquer des caractères d'imprimerie, des instruments de musique (archets de violons), des manches de couteaux et le tournage d'objets précieux comme des stylos. Les troncs sont petits et l'aubier est souvent enlevé à l'abattage, c'est pourquoi seuls de petits objets peuvent être réalisés en amourette.
Il est bien connu en France, au moins depuis le XVIIIe siècle comme en témoigne l'article de l'Encyclopédie "L’Art du menuisier ébéniste", par M. Roubo fils, maître menuisier, paru en 1774 : « Amourette est un bois pesant dur et compact, de couleur jaunâtre, un peu rousse, et veiné de brun rougeâtre. »
Il est traditionnellement utilisé par les  amérindiens wayãpis pour fabriquer les arcs.

## Histoire naturelle
En 1775, le botaniste Aublet propose la diagnose suivante : 

« 1. PIRATINERA Guianenſis. (TABULA 340. Fig. 1.)

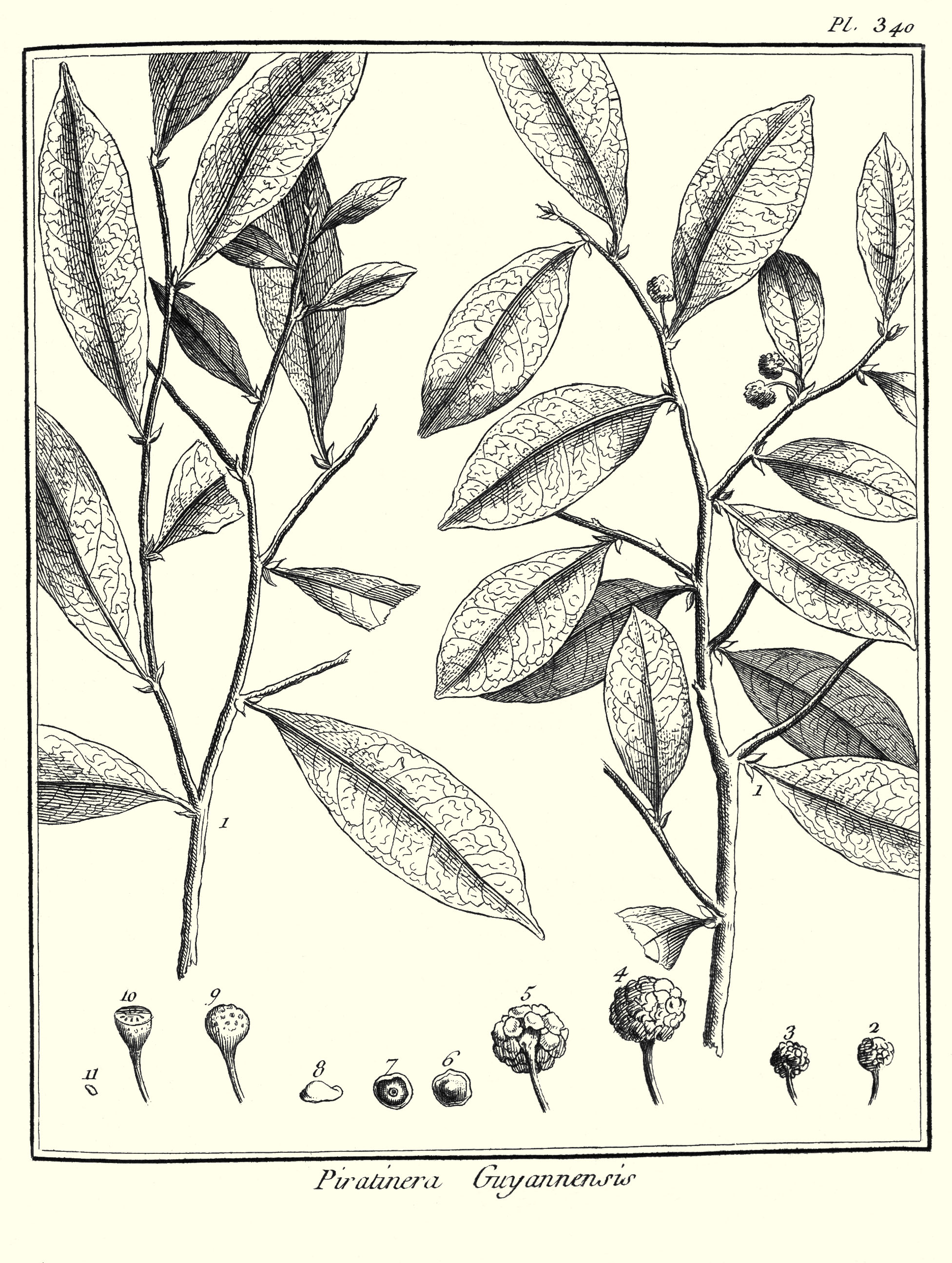
Brosimum guianense par Aublet (1775) Planche 340. 1. Stipules. - 2. Fleur vue en deſſus. - 3. Fleur vue en deſſous. - 4. Fleur groſſie, vue en deſſus. - 5. Fleur groſſie, vue en deſſous. - 6. Style ou corps en forme de champignon, vu en deſſus. - 7. Style ou corps en forme de champignon, vu en deſſous. impreſſion de ſon pivot. - 8. Style vu de côté. - 9. Capſule on bouton avec les impreſſions des petits corps. - 10. Capſule ou bouton coupe en travers. Graines. - 11. Graine.

Pſeucta-ſantalum croceum. Sloan. Cat. 213.
An arbor Guianæa Piratiminere vulgò Letterhout. Laet.
Arbor Lauri folio, ligno variegato, vulgò lignum litterarum. Barer. Franc. Equinox, pag. 16.
BOIS DE LETTRES.
Arbor altiſſima, quinquaginta-pedalis, ad ſummitatem ramoſa ; ramis hinc & indè ſparſis. Folia alterna, ſtipulata, stipulis brevibus, acutis, ovata, integerrima, glabra, ſupernè virentia, ſubtùs candicantia. Flores axillares, pedunculati, globoſi, ſolitarii vel bini, vireſcentes.
Cortex trunci & ramorum vulneratus, ſuccum lacteum fundit. Lignum internum, durum, ponderoſum, coloris atro purpuraſcentis, maculis nigris notatum. »

« LE BOIS DE LETTRES. (PLANCHE 340. Fig. 1.)
Le tronc de cet arbre s'élève a plus de cinquante pieds, & a environ trois pieds de diamètre. Son écorce eſt liſſe, griſâtre ; & pour peu qu'on l'entame, elle répand un ſuc laiteux. Son bois eſt blanc, dur & compacte, celui du centre a environ cinq pouces de diamètre, eſt rouge fonce, moucheté de noir. Les branches, qui garniſſent ſon ſommet, ſont en grand nombre, celles du centre ſont perpendiculaires ; les autres horiſontales. Elles ſont chargées d'une infinité de rameaux garnis de feuilles alternes, liſſes, fermés, vertes en deſſus, blanchâtres en deſſous, preſque ſeſſiles, ovales, terminées par une pointe mouſſe. Elles ont, près de leur attaché, deux petites stipules aiguës. Les plus grandes ont deux pouces de longueur, ſur neuf lignes de largeur. De l'aiſſelle des feuilles naiſſent un ou deux boutons de fleur, portes chacun ſur un pédoncule grêle, long d'un pouce. Le bouton de fleur s eſt ſingulier, il eſt en cône par ſa baſe, arrondi & convexe à ſon ſommet, qui eſt couvert d'un nombre conſidérable de petits corps en forme de champignon. Ces petits corps ont un pivot qui s'emboëte dans une cavité en deſſus. Ils ſont jaunes, convexes, & comme bordes d'une moulure qui règne tout autour. Ils ſont en deſſous un peu concaves & verdâtres. Lorſque dans la maturité ces petits corps ſont tombes, on voit ſubſiſter la cavité qu'ils rempliſſoient ; le bouton alors eſt jaune, & en le coupant tranſverſalement on apperçoit une grande quantité de loges,dans chacune deſquelles eſt une graine fort petite. Je n'ai pas pu m’aſſurer ſi, comme j'avois lieu de le préſumer, cet arbre portoit deux fortes de fleurs ſur un même pied, ou ſur deux individus différents. J'ai examine plus de cent boutons, & je ne les ai pas trouvés différents de celui que j'ai décrit. 
Cet arbre croît à Caux, dans une forêt qui appartient a Madame Mittifeu. Il étoit en fleur, en fruit, & preſqu'en maturité dans le mois de Janvier. 
II eſt nommé par les Créoles BOIS DE LETTRES. 
Les Galibis emploient le bois intérieur de cet arbre, pour faire des arcs & des aſſommoirs appellés BOUTOUS. 
Les Créoles en ſont des Cannes, & les Nègres des pilons. 
On a repréſenté un rameau de cet arbre charge de fruits, de grandeur naturelle. L'on a groſſi toutes les parties détachées. 
II y a une variété de cet arbre appelle BOIS DE LETTRES BLANC. C'eſt un arbre de moyenne grandeur qui a des feuilles plus longues & plus étroites. Son bois eſt blanc intérieurement, dur & compacte. Les Nègres font des bâtons avec les branches les plus droites, après les avoir dépouillées de leur écorce ; enſuite ils les noirciffent avec la fuie qui s'attache ſous les marmites de fer ou ſous la plaque à cuire le manioc. Cette fuie, mêlée avec le ſuc qu'on tire d'une eſpèce d'Inga appellée Bourgoni, fait une teinture qui pénétré le bois. Elle eſt de durée ; & quand le bois eſt poli, il imite la plus belle ébène noire. Il y a toute apparence que cette variété eſt un jeune arbre de BOIS DE LETTRES : elle eſt très commune à Caïenne & à la grande terre, dans les lieux défrichés. 
Cette variété eſt représentée de grandeur naturelle ſur la même Planche 340. Fig. 2. »